# Цагаризе
Цагаризе (итал. Zagarise) је насеље у Италији у округу Катанцаро, региону Калабрија.
Према процени из 2011. у насељу је живело 1553 становника. Насеље се налази на надморској висини од 578 м.

## Становништво
Према резултатима пописа становништва 2011. у општини је живело 1.733 становника.
| 1931. | 1936. | 1951. | 1961. | 1971. | 1981. | 1991. | 2001. | 2011. |
| ----- | ----- | ----- | ----- | ----- | ----- | ----- | ----- | ----- |
| 2.077 | 2.334 | 2.722 | 2.580 | 2.091 | 1.953 | 2.037 | 1.889 | 1.733 |